# Флуг, Василий Егорович
Василий Егорович Флуг (19 марта 1860 — 9 декабря 1955 (по другим источникам 3 декабря 1955), Сан-Франциско) — русский военачальник, участник Китайского похода 1900—1901, Русско-японской, Первой мировой и Гражданской войн. Генерал от инфантерии (1914). Участник Белого движения.

## Биография
О семье Василия Егоровича сведений сохранилось очень мало, известно его отец, петербургский биржевой нотариус, имел неплохой стабильный доход.
Окончил 2-ю Санкт-Петербургскую военную гимназию (1877) и Михайловское артиллерийское училище (1880), откуда выпущен был подпоручиком в 7-ю конно-артиллерийскую батарею.
В 1890 году окончил Николаевскую академию Генерального штаба. По окончании академии 26 ноября 1890 года был назначен начальником строевого отдела штаба Владивостокской крепости. С 4 октября 1893 года — командир эскадрона 11-го драгунского Харьковского полка. С 6 октября 1894 года — старший адъютант Кавказской гренадерской дивизии.

### Служба на Дальнем Востоке
С 16 февраля 1896 года — штаб-офицер при управлении 2-й Восточносибирской стрелковой бригады. В марте того же года произведён в подполковники. Участник Китайского похода 1900—1901. Полковник (пр. 1900; старшинство 09.04.1900; за отличие). За взятие 9 сентября 1900 города и крепости Лутай награждён Золотым оружием (15.03.1901). С 22 января 1902 года — начальник штаба Квантунской области. Генерал-майор (1903, за боевое отличие). С 29 января 1904 года — генерал-квартирмейстер полевого штаба Наместника на Дальнем Востоке.
Участник русско-японской войны 1904—1905. С 14 января по 21 сентября 1905 года генерал-квартирмейстер штаба 2-й Маньчжурской армии. С 21 сентября 1905 по 19 ноября 1909 года военный губернатор Приморской области и наказной атаман Уссурийского казачьего войска.
На этой должности Флуг занимался решением проблем переселенцев, он организовывал склады сельскохозяйственных орудий, вёл строительство школ, больниц и церквей. Занимался исследованиями рек и тайги Уссурийского края. Проповедовал не кабинетный стиль руководства — на долгие недели и месяцы покидал свою владивостокскую резиденцию, отправляясь с инспекционными поездками на Камчатку, в Хабаровский край и даже на Командорские острова. Под его руководством в Приморском крае активизировалась экономическая и культурная жизнь, получили развитие почта и телеграф, народные библиотеки, страховые общества, адвокатские конторы, а также драматическое и музыкальное общества, общество «покровительства животных» и т. д. Но из-за интриг был отстранён Николаем II от должности губернатора и направлен командовать пехотной дивизией в Туркестан.
Генерал-лейтенант (1908). С 19 ноября 1909 года начальник 37-й пехотной, с 30 июля 1912 года — 2-й гвардейской пехотной дивизии. С 12 января 1913 года — помощник Туркестанского генерал-губернатора и командующего войсками Туркестанского военного округа.

### Первая мировая война
После катастрофы 2-й армии генерала А. В. Самсонова для стабилизации фронта в районе Гродно и Августова в конце августа 1914 года из прибывающих из окраинных округов войск была сформирована 10-я армия. 29 августа 1914 года Флуг назначен командующим 10-й армией, 6 декабря 1914 года был произведен в чин генерала от инфантерии.
Во главе 10-й армии В. Е. Флуг отличился в Первой Августовской операции, нанеся поражение германской 8-й армии. Эта операция была личной инициативой Флуга, и он провёл её не дожидаясь одобрения командования фронтом. В результате им был взят укрепрайон Сувалки и 3 000 немецких военнослужащих. За это он получил орден Белого Орла. Успешное окончание операции привело к занятию русскими войсками городов Шталлупёнен и Гольдап — начался Второй поход в Восточную Пруссию с последующим выходом к Мазурским озёрам.
Несмотря на успешные действия в боях против 8-й германской армии и взятие Сувалок, был 23 сентября 1914 года из-за разногласий с генералом Н. В. Рузским отстранен за «опасную активность» от командования армией и переведен в распоряжение Верховного главнокомандующего. Генералу было вменено в вину взятие Сувалок на два дня раньше плана командующего фронтом генерала от инфантерии Николая Владимировича Рузского, но в действительности, считают эксперты, его отстранение стало следствием прежде всего интриг генерал-квартирмейстера штаба фронта генерал-майора Михаила Дмитриевича Бонч-Бруевича.
4 октября 1914 года назначен наблюдающим за восстановлением 13-го и 15-го армейских корпусов, погибших в Восточной Пруссии в августе 1914. 26 мая 1915 года «за отличия в делах против неприятеля» награждён орденом Белого Орла с мечами. 8 июня 1915 года назначен командиром 2-го армейского корпуса, фактически это было понижением в должности для бывшего командующего армией, тем более для генерала от инфантерии.
Во главе корпуса отличился в Виленской операции, отбив мощный удар германских войск в стык между 5-й и 10-й армиями под Молодечно, за что был награждён орденом Святого Георгия 4-й степени (9.01.1916).
За то, что в период Виленской операции в сентябре 1915 года, когда противник задался целью разъединить войска Северного и Западного фронтов и врезался клином между 5-й и 10-й армиями, а конница его, направленная в район Молодечно, оперировала в тылу 10-й армии и когда для противодействия замыслам неприятеля была выделена группа корпусов под общим руководством генерала Флуга, он не только удержал натиск противника, но, переходя в наступление частями группы корпусов, приковывал силы противника. Результатом проявленных генералом Флугом энергии, мужества и искусного руководства, замысел германцев был парализован и генерал Флуг, выдержав бой с превосходным по силам противником, выручил своих от грозившей им опасности.
С ноября 1915 года по октябрь 1916 года корпус В. Е. Флуга входил в состав 7-й армии Юго-Западного фронта, действовал в ходе операции на Стрыпе в декабре 1915 г. и летом 1916 года отличился в ходе Брусиловского прорыва (Язловецкая операция, разгромлен австро-венгерский 13-й корпус).
Русский военный историк Антон Антонович Керсновский дал такую оценку Язловецкой операции<ref>Алексей Олейников. Неудобный генерал. Независимое военное обозрение (15 июня 2019). Дата обращения: 10 декабря 2021. Архивировано 10 декабря 2021 года.</ref>:
«Прорыв II армейского корпуса генерала Флуга удался блестяще. Позиции у Язловца, считавшиеся германцами неприступными (и модель которых была выставлена в Берлине и Вене), были сокрушены туркестанскими стрелками 3-й дивизии, поддержанными справа 26-й, слева – 43-й дивизиями. 13-й австро-венгерский корпус был сброшен в Стрыпу».
Только с 24 по 29 мая частями 2-го и 16-го армейских корпусов было захвачено в плен 414 офицеров, 17 тыс. солдат, 29 орудий, 66 зарядных ящиков, 7 бомбометов. Австрийцы назвали прорыв на Стрыпе «эпидемическим».
31 июля ударом по Южной германской армии Феликса фон Ботмера 7-я армия начала победное сражение под Збаражем — именно корпус В. Е. Флуга форсировал Золотую Липу и взял город. В плен попали 166 офицеров и 8415 нижних чинов, были захвачены 4 орудия, 19 пулемётов и 11 бомбометов.
В августе армия нанесла поражение Южной германской армии на pеках Золотая и Гнилая Липа. Причем корпус В. Е. Флуга у Нараевки вел бои с отборными германо-турецкими частями. С октября 1916 года корпус Василия Егоровича действовал в составе 9-й армии Юго-Западного, а с декабря 1916 года — Румынского фронтов.
В. Е. Флуг — один из наиболее передовых русских генералов эпохи Первой мировой войны.

### Революция и Гражданская война
После Февральской революции, с 30 мая 1917 года в резерве чинов при штабе Петроградского военного округа. После Октябрьского переворота уехал на Дон. 14 ноября 1917 года прибыл в Новочеркасск и предложил свои услуги генералу М. В. Алексееву, формировавшему Добровольческую армию.
В феврале 1918 года Флуг был командирован в Сибирь для организации там антибольшевистского сопротивления. Поездка проходила в условиях строгой конспирации по поддельным паспортам. Флуг выехал из Новочеркасска 25 февраля под именем Василия Юрьевича Фадеева. В ходе своей командировки в Сибирь способствовал объединению и координации действий подпольных офицерских организаций в Омске, Петропавловске, Томске, Иркутске. 29 марта 1918 года прибыл в Омск, 27 апреля в Томск, 4 мая в Иркутск и 11 июня во Владивосток. Миссия продлилась несколько месяцев и завершилась успешно. Провалился лишь один прапорщик Мартынов, но он никого не выдал и был расстрелян.
Затем Флуг выехал в Харбин, где с июня 1918 года был членом правительства генерала Хорвата. 1-14 декабря 1918 года временно исполнял обязанности командующего войсками Приамурского военного округа. С 3 декабря 1918 года стал помощником Верховного уполномоченного на Дальнем Востоке генерала Хорвата по гражданской части.
В самом конце 1918 года прибыл в Омск к адмиралу Колчаку, однако, несмотря на свой большой опыт и участие в организации антибольшевистского сопротивления в Сибири, назначения в колчаковской армии не получил и, по поручению Колчака, вернулся на Юг России в распоряжение генерала Деникина. 10 февраля 1919 года Флуг отплыл из Владивостока на пароходе «Томск» и 6 апреля 1919 года прибыл в Новороссийск. Ряд мемуаристов Белого движения впоследствии критиковали Колчака за такое отношение к Флугу.
После возвращения на Юг России Флугу в мае 1919 года было поручено провести проверку всех тыловых учреждений, находящихся в ведении Особого совещания. Его главной задачей стало отчисление из непомерно разросшихся тыловых учреждений офицеров, годных для боевой службы. В сентябре 1919 года назначен помощником по военной части главноначальствующего и командующего войсками Киевской области генерала Драгомирова. После оставления Киева с боями отступал в Крым. С 8 декабря 1919 года переведен в резерв чинов при штабе войск Новороссийской области.

### В эмиграции
В 1920 году после оставления русскими войсками Крыма уехал в Югославию. С 1922 года служил в югославском Военном министерстве (Вараждин). Активно участвовал в деятельности РОВС. В 1930 году врио начальника 4-го отдела РОВС (Югославия), одновременно до марта 1932 года занимал пост председателя районного правления Общества русских офицеров Генштаба 4-го отдела РОВС.
Во время Второй мировой войны служил в Русском корпусе. После окончания войны переехал в США. Состоял членом Общества ветеранов Великой войны. Был постоянным сотрудником журнала «Часовой» и «Вестника военных знаний».
Всю жизнь Василий Егорович писал мемуары. Они опубликованы не были, в печати вышли отдельные статьи, но некоторые из них вызвали большой интерес военных экспертов:
Наибольший исследовательский интерес представляет многостраничная статья Флуга «Высший командный состав», которая была опубликована в 1937 году в «Вестнике Общества русских ветеранов Великой войны» в Сан-Франциско. По сегодняшний день эта работа остаётся неизвестной не только широким массам, но и современному российскому офицерству.

Между тем, «Высший командный состав» представляет собой глубокий аналитический взгляд на военное искусство, офицерство и армейскую службу в целом. Независимые военные эксперты рекомендуют сделать данный труд настольной книгой военнослужащих, занимающих любые руководящие должности.
Умер в Сан-Франциско.

## Сочинения
- Отчет о командировке из Добровольческой Армии в Сибирь в 1918 году // Архив русской революции. — Берлин, 1923. — Т. 9. — С. 243—304;
- 10-я армия в сентябре 1914 г. // Военный сборник — Кн. V. — Белград, 1924. — С. 232—260;
- Новые французские уставы полевой службы // Вестник военных знаний. — № 1-4. — 1931;
- Высший командный состав // Вестник Общества русских ветеранов Великой войны. Сан-Франциско, 1937.

### Неопубликованные воспоминания
- От занятия Квантуна до начала Японской войны (1929, рукопись);
- Японская война 1904—1905 гг. (1930, рукопись);
- Великая война (1930, рукопись);
- Революция и Гражданская война (1931, рукопись);
- После Русско-японской войны на административной должности 1905—1910 гг. (1932, рукопись);
- Во главе II армейского корпуса в Великую войну. 1915—1917 гг. (1934, рукопись).

## Награды
- Орден Св. Станислава 3-й ст. (1893);
- Орден Св. Анны 3-й ст. (1896);
- Орден Св. Владимира 4-й ст. с мечами и бантом (1900);
- Орден Св. Станислава 2-й ст. (1900);
- Золотое оружие «За храбрость» (ВП 15.03.1901);
- Орден Св. Владимира 3-й ст. с мечами (ВП 15.10.1904);
- Орден Св. Станислава 1-й ст. с мечами (1905);
- Орден Св. Анны 1-й ст. с мечами (1905);
- Орден Св. Владимира 2-й ст. (06.12.1911);
- Орден Белого орла с мечами (ВП 25.05.1915);
- Орден Св. Георгия 4-й ст. (ВП 09.01.1916);
- Кавалерский крест ордена Почётного Легиона (Франция, 1902);
- Кавалерский крест ордена Леопольда II (Бельгия, 1902).